# Хенриета Савойска-Вилар
Хенриета Савойска-Вилар или Хенриета Савойска Танд-Вилар, по рядко Хенриета Савойска-Ласкарис (на френски: Henriette de Savoie, Henriette Savoie de Tende-Villars, Henriette de Savoie-Lascaris; * ок. 1541/1542; † в края на октомври или 14 октомври 1611, Соасон, Кралство Франция), е аристократка от кадетския клон на Савойската династия Савоя-Вилар, маркиза на Вилар и на Мирибел, графиня на Танд и чрез женитба херцогиня на Майен.

## Произход
Датата ѝ на раждане е неизвестна, предполага се 1541 или 1542 г. Тя е единствената дъщеря на Хонорат II Савойски-Вилар (* 1511, † 1580), граф на Танд (1575 – 1580), граф на Вилар (1531 – 1565), маркграф на Вилар (1565 – 1580), маршал на Франция (от 1571), адмирал на Франция (1572 – 1578), и на съпругата му Жан-Франсоаз дьо Грайи-Фоа. Нейни дядо и баба по бащина линия са Райнер Савойски-Вилар, нар. още „Големи Извънбрачни Савойски“, граф на Вилар (1497) и на Танд (1501), основоположник на кадетския клон Савоя-Вилар, и Анна Ласкарис, а по майчина – граф Ален дьо Фоа-Кандал и Франсоаз дьо Монпеза, виконтеса на Кастийон. Има една полусестра от извънбрачна връзка на баща си.
Чрез баща си е тясно свързана с домовете на Франция и на Савоя, а чрез майка си – с кралския дом Албре и с по-големите домове на Гиен и Гаскония. Братовчедка е на савойските херцози.

## Биография

### Бракове
През 1555 г. се сгодява за Жан IX дьо Креки, принц на Поа. На 26 юни 1560 г. се омъжва за Мелхиор дьо Лет-Депре, господар на Монпеза и на Фу, губернатор и сенешал на Поату, от когото има деца.
Около 1572 г. овдовява. Понеже е тясно свързана с важни домове, Хенриета я значима партия за брак и е доста търсена. Дом Лотаринги, от суверенен произход, тогава най-могъщият в кралството, идва да я търси в Гиен. Така през 1576 г. тя се омъжва за Шарл II Лотарингски, херцог на Майен. Тя му носи много съюзи със суверенните семейства и висшето благородство, и същевременно много богато наследство. Бракът се празнува в присъствието на краля на Франция Анри III и на кралица Катерина де Медичи.

### Унаследяване на Графство Танд
През 1572 г., когато Хонорат I Савойски-Вилар, граф на Танд, умира без завещание, неговият чичо Хонорат II, баща на Хенриета, претендира за графството като законен притежател на правата. Рената Савойска-Танд, господарка на Юрфе и сестра на Хонорат I, също претендира за своя дял. Следва конфликт между двете семейства и техните поддръжници. Две споразумения, през 1574 и 1575 г., дават правата на Жак I д'Юрфе и на съпругата му Рената Савойска-Танд на херцога на Савоя Емануил Филиберт.
Хенриета, наследница на баща си, изглежда се отказва от правата си върху графството в полза на Савойския дом. Наскоро омъжена за херцога на Майен (1576 г.), жителите на Танд все пак полагат клетва към втория ѝ съпруг – херцога на Майен Шарл III Лотарингски. През същата година тя преговаря с Херцога на Савоя за размяна на правата си върху Танд и Оней за Мирибел, което включва селата Монтелие, Сатоне ан Брес и Лойет. Тези земи са издигнати в т. нар. Маркграфство Мирибел. Споразумение е подписано през 1579 г. и правата върху Графство Танд се връщат окончателно у Савойската династия на 4 септември 1581 г.

### Смърт
Умира през 1611 г., вероятно в края на октомври или на 14 октомври в Соасон. Погребана е в Катедралата на Соасон до съпруга ѝ Шарл III Лотарингски.

## Брак и потомство
Омъжва се два пъти:
∞ 1. 26 юни 1560 за Мелхиор дьо Лет-Депре / Мелхиор де Пре († ок. 1572), господар на Монпеза и на Фу, син на Антоан де Пре, господар на Монпеза, маршал на Франция, и на съпругата му Лейет дю Фу, господарка на Фу, от когото има осем деца:
- Еманюел-Филибер де Пре († 1621, Монтобан, убит), маркграф на Вилар; ∞ 1621 за Елеонор Томасен, господарка на Монмартен, от която няма деца
- Клод де Пре († 1597)
- Анри де Пре († 1619), назначен за епископството на Монтобан, абдикира от него през 1595 г., без да е бил посветен, губернатор на Мюре и на Гранад, маркиз на Монпеза, ∞ за Клер-Сюзан дьо Грамон, господарка на Астер[14]
- Жак де Пре († 1616)
- Мадлен де Пре, ∞ за Оноре/Ростен дьо Ла Бом дьо Сюз, граф на Сюз, от когото има Жак-Онорат дьо Ла Бом дьо Сюз, маркиз на Вилар
- Габриел де Пре (* ок. 1565, † 1653), ∞ за Жан дьо Сол дьо Таван, виконт на Лини
- Елеонор де Пре, ∞ 1588 за Гаспар дьо Понтеве, велик сенешал на Прованс
- Маргьорит де Пре († 1650).

∞ 2. 6 август 1576 в Замък Мьодон за Шарл II Лотарингски (* 26 март 1554, замък Мьодон; † 4 октомври 1611, Соасон), от 1573 г. херцог на Майен и граф на Мен, от когото има четири деца:
- Анри Лотарингски (* 20 декември 1578, Дижон; † 20 септември 1621, Монтобан, убит), херцог на Майен и на Aгийон, маркиз на Вилар, граф на Мен, граф на Танд и на Сомарива, пер на Франция; ∞ февруари 1599 в Соасон за Енриета Гонзага-Невер (* 3 септември 1571, † 3 август 1601), дъщеря на Лудовико Гондзага-Невер, от която няма деца
- Шарл-Емануил Лотарингски (* 19 октомври 1581, Гренобъл; † 14 септември 1609, Неапол), граф на Сомарива
- Катерина Лотарингска (* 1585, † 8 март 1618, Париж), чрез брак херцогиня на Невер и на Ретел, на Мантуа и на Монферат; ∞ 1599 в Соасон за Карло I Гонзага (* 6 май 1580, Париж, † 21 септември 1637, Мантуа), херцог на Невер и Ретел (1595 – 1637), на Мантуа и на Монферат (1630 – 1637), от когото има шест деца.
- Рената Лотарингска († 23 септември 1638, Рим), ∞ 1613 за Марио II Сфорца ди Санта Фиора (* 24 юли 1594, Флоренция; † 26 септември 1658, Рим), херцог на Оняно и на Сени, 15-и граф на Санта Фиора, от когото има един син